# Nature morte avec pastèques et pommes dans un paysage
Nature morte avec pastèques et pommes dans un paysage est une peinture à l'huile sur toile du peintre espagnol Luis Meléndez (1716-1780) conservée au Musée du Prado à Madrid.

## Historique
Cette peinture provient de l'ensemble d'une quarantaine de natures mortes de Luis Meléndez destinées au cabinet d'histoire naturelle du prince des Asturies, Charles de Bourbon (1748-1819), futur Charles IV (roi d'Espagne), dans son palais à Madrid. Elles est accrochée finalement en 1778 dans la Casita del Principe, la maison de campagne de Charles de Bourbon à San Lorenzo de El Escorial, non loin de Madrid.
Après avoir du renoncer à une carrière académique, Luis Meléndez se spécialise à partir de 1749 dans ce style dont il est aujourd'hui considéré comme le plus éminent représentant, tant son pinceau parvient à restituer la matière des objets et des aliments sur la toile.

## Description
La chair aqueuse des pastèques est perlée de gouttes juteuses et ponctuée de pépins noirs luisants. L'arrière-plan est constitué d'un paysage avec un ciel d'été nuageux.

## Analyse
Cette nature morte détonne par le choix de l'arrière-plan, différent du fond sombre uni que l'on retrouve régulièrement dans l'œuvre de Luis Meléndez. Ce choix, allié à une composition dynamique en diagonale et à un goût marqué pour l'accumulation, témoigne de la connaissance qu'a l'artiste des natures mortes opulentes d'Abraham Brueghel (1631-1697) et des peintres napolitains. Ces caractéristiques, ainsi que le séduisant chatoiement des couleurs, donnent à ce tableau une teneur hautement décorative, qui va au-delà d'une méthode purement descriptive attendue dans une œuvre destinée à un cabinet d'histoire naturelle.

## Exposition
Cette peinture est exposée dans le cadre de l'exposition Les Choses. Une histoire de la nature morte au musée du Louvre du 12 octobre 2022 au 23 janvier 2023, parmi les œuvres de l'espace nommé « Tout reclasser » ; elle été choisie pour figurer sur les affiches de l'exposition.